# Srbski svobodni korpus
Srbski svobodni korpus (srbsko  српски фрајкори, srpski frajkori, nemško Serbische Freikorps) je bila prostovoljna milica, sestavljena iz etničnih Srbov, ki jo je ustanovila Habsburška monarhija za boj proti Osmanskemu cesarstvu med avstrijsko-turško vojno (1787-1791). Konflikt z osmanskimi silami se je končal brez zmagovalca. Upor v Smederevskem sandžaku in operacije milic so leta 1788 privedli do ustanovitve Habsburške Srbije, ki je bila leta 1792 ukinjena. Zapuščina Srbskega svobodnega korpusa je bilo spodbujanje k ustanavljanju novih paravojaških enot, na primer med prvo srbsko vstajo.

## Zgodovina
Srbski svobodni korpus 5.000 mož je bil ustanovljen leta 1787 v Banatski vojni krajini. Sestavljali so ga srbski begunci, ki so med prejšnjimi spopadi pobegnili iz Osmanskega cesarstva. Korpus se je boril za osvoboditev Srbije in njeno združitev s Habsburško monarhijo. Vrhovni poveljnik korpusa je bil avstrijski major Mihajlo Mihaljević. Ob habsburško-osmanski meji je bilo več svobodnih korpusov, od katerih je bil Mihaljevićev najopaznejši. Deloval je od Šumadije do Podrinja. Vzhodno od Morave je operiral Braničevski svobodni korpus, na Hrvaškem Svobodni Jurijev korpus in v Bosni seresanci.  Drugi srbski milici sta bili milica Kozara in Prosar, ustanovljeni v Bosni leta 1788. Šteli sta po 1.000 vojakov.
Med prostovoljci so bili najvidnejši Aleksa Nenadović, Karađorđe Petrović, Stanko Arambašić in Radič Petrović. Najbolj izstopal je Koča Anđelković. Pravoslavna duhovščina v Srbiji je upor podprla.
Kočeva milica je hitro osvojila Palanko in Batočino, napadla Kragujevac in prodrla do Konstantinopelske ceste in presekala stik med osmansko vojsko v Niškem in Vidinskem sandžaku.
Avstrijci so Srbski svobodni korpus uporabili v dveh spodletelih obleganjih Beograda leta 1787 in na začetku leta 1788.

## Organizacija
Po dokumentu z datumom 6. november 1789 je imel Svobodni korpus eskadron huzarjev, 18 čet strelcev in 4 čete mušketirjev, skupaj 5.049 vojakov.

## Uniforme
Uniforme so bile podobne oblačilom srbskega obmejnega prebivalstva.

## Zapuščina
Leta 1793 so Avstrijci ob meji ustanovili nove srbske in bosanske korpuse prostovoljcev.
Na predvečer prve srbske vstaje so Srbi v Užiški in Sokolski nahiji ustanovili oddelke prostovoljcev – frajkorje. Njihova naloga je bila sabotiranje osmanskih vojaških načrtov in preprečevanje koncentriranja osmanske vojske v tem delu Srbije.

## Pomembni častniki
- Koča Anđelković, kapitan, † 1789
- Aleksa Nenadović, poveljnik, † 1804
- Vuča Žikić, kapitan, † 1808
- Petar Novaković Čardaklija, kapitan, † 1808
- Radič Petrović, kapitan, † 1816
- Karađorđe Petrović, narednik, † 1817

## Vira
- Ćorović, Vladimir (2001) [1997]. »Kočina krajina«. Историја српског народа (v srbščini). Beograd: Јанус.
- Dragoljub M. Pavlović (1910). Srbija za vreme poslednjeg austrijsko-turskog rata: 1788-1791 g. Srpska kraljevska akademija.